# Александровка (Рокитновский район)
Алекса́ндровка (укр. Олександрівка) — село, входит в Кисоричский сельский совет Рокитновского района Ровненской области Украины.
Население по переписи 2001 года составляло 485 человек. Почтовый индекс — 34260. Телефонный код — 3635. Код КОАТУУ — 5625084403.

## Местный совет
34260, Ровненская обл., Рокитновский р-н, с. Кисоричи, ул. Центральная, 103а.